# The Lamb (Tavener)

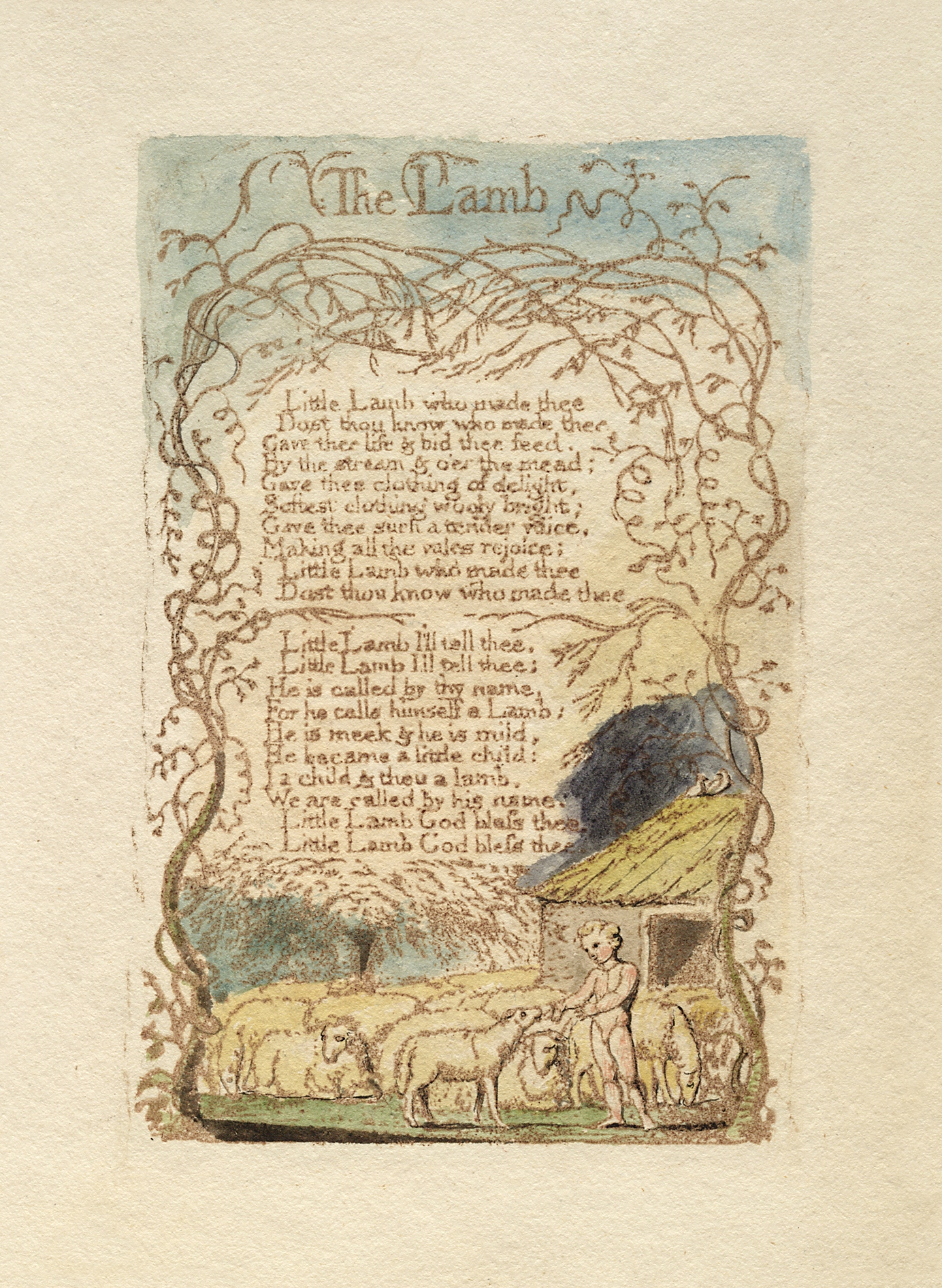
John Tavener del entorno coral de William Blake, "El Cordero" de Blake, colección de poemas en Canciones de Inocencia y de Experiencia es una de sus obras más populares. Esta imagen representa copia C, objeto de 8 de ese poema original, que se celebra actualmente por la Biblioteca del Congreso.

The Lamb es una obra coral del compositor Británico John Tavener compuesta en 1982. Pone música al poema de William Blake The Lamb.